# Suon-Tit
Suon-Tit (en rus: Суон-Тит) és un poble de la república de Sakhà, a Rússia, que en el cens del 2010 tenia 131 habitants, pertany al districte de Khonuu.